# أندريه إيمار
أندريه إيمار (بالفرنسية: André Aymard)‏ (14 مايو 1900 في سان دوني - 11 أغسطس 1964 في أورادور سور غلان)؛ مؤرخ فرنسي. كان عميد كلية الفنون في باريس ما بين عامي 1958-1964.